# Districte de Cəlilabad
Cəlilabad (àzeri: Cəlilabad), és un districte de l'Azerbaidjan amb el centre administratiu a la ciutat de Cəbrayıl. El 2020 tenia 225.300 habitants.